# Limnaecia elaphropa
Limnaecia elaphropa là một loài bướm đêm thuộc họ Cosmopterigidae. Nó được tìm thấy ở Úc.